# Corinto (città antica)

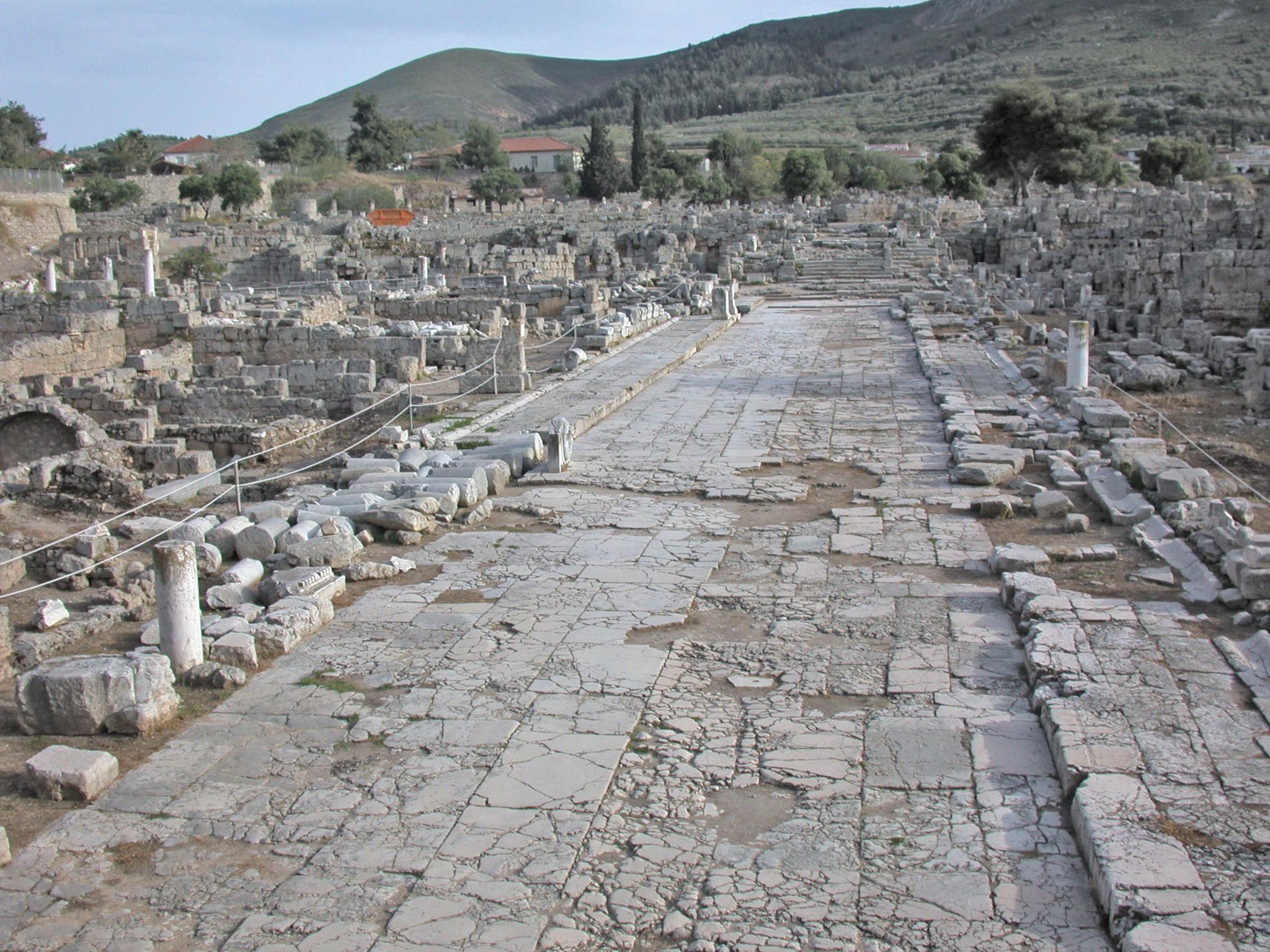
Resti di una strada del centro abitato

Corinto (in greco antico: Κόρινθος?, Kórinthos) fu una polis dell'antica Grecia situata nell'omonimo istmo.

## Miti di Corinto

### Origini di Corinto
Uno dei miti più antichi su Corinto è raccontato da Pausania nel II secolo d.C., secondo cui sarebbe sorta una disputa tra Poseidone ed Elio sul possesso dell’istmo di Corinto. Per risolvere la controversia fu chiamato in causa Briareo, uno degli Ecatonchiri. Il suo verdetto fu che l'istmo di Corinto appartenesse a Poseidone mentre l'acropoli di Corinto (Acrocorinto) appartenesse ad Elio che poi la cedette a Afrodite. Così, i greci dell'età classica rappresentavano il culto arcaico del sole-titano nella parte più alta del sito e legato a Poseidone lungo la costa, esiste infatti un antico santuario di Poseidone a Istmia vicino a Corinto (che fu un santuario panellenico).
(Pausania, II 1.6)
Secondo il mito ellenico, la città fu fondata da Corinto, un discendente del dio Elio (il Sole), mentre altri miti suggeriscono che la città fu fondata dalla dea Efira, una figlia dell'Oceano, per questo il primo nome della città era proprio Efira. 

### Sisifo

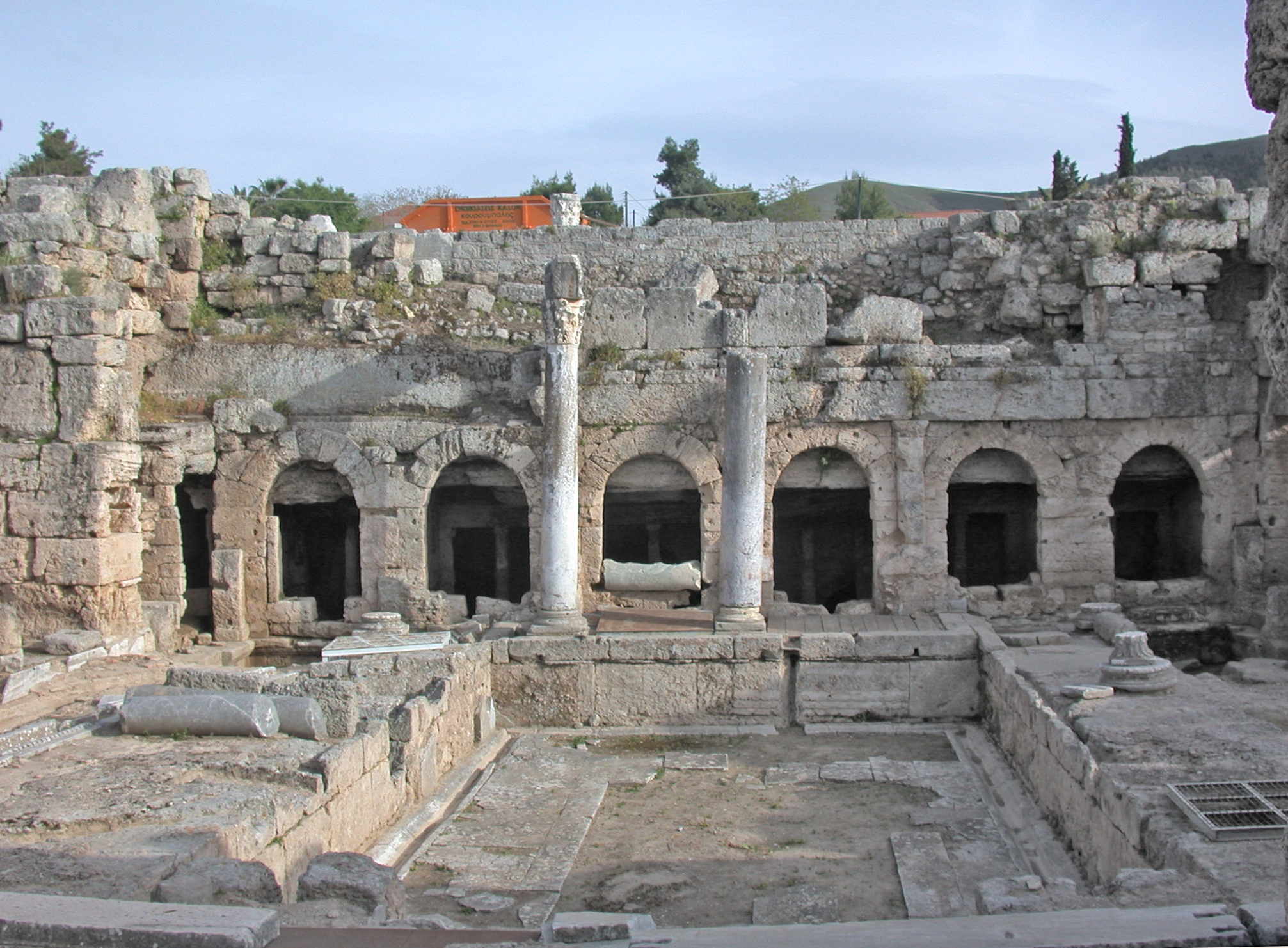
La fontana di Pirene a Corinto

Sisifo figlio di Eolo invece è il mitico capostipite dei re di Corinto. A lui è legato anche il mito della fonte più famosa della città antica. Egli infatti mentre cercava di risolvere il problema della scarsità dell'acqua a Corinto, si ritrovò nei pressi della rocca di Corinto dove vide Zeus con una bella ninfa di nome Egina che era figlia del dio fluviale Asopo, rapita dallo stesso Zeus.
Il dio Asopo si presentò allora a Sisifo nelle sembianze di un vecchio e gli chiese notizie di sua figlia. Sisifo disse di averla vista, senza però rivelare subito chi l'aveva rapita preferendo chiedere una fonte d'acqua per la sua città in cambio dell'informazione. Asopo promise che gli avrebbe dato la fonte e Sisifo mantenendo il patto rivelò che la ninfa era stata rapita da Zeus. Soddisfatto, Asopo fece dono al re della sorgente perenne detta Pirene.

### Bellerofonte
Bellerofonte, figlio di Glauco, a sua volta figlio di Sisifo, commise un delitto senza volerlo, uccidendo Bellero, re di Corinto, benché secondo un’altra fonte avesse ucciso il fratello Deliade. Per purificarsi da tale delitto giunse ospite presso Preto, re di Tirinto, dove vi era un sacerdote in grado di purificare le anime. Stenebea, moglie di Preto, si invaghì di lui, venendo però rifiutata. Assetata di vendetta, la donna istigò il marito ad uccidere Bellerofonte, raccontandogli di essere stata sedotta da costui. Ma le leggi greche dell'ospitalità (la Xenia) impedivano l'uccisione di un commensale; pertanto Preto inviò Bellerofonte da Iobate, re di Licia (e padre di Stenebea), con la scusa di consegnargli una lettera (che ne richiedeva, in realtà, l'uccisione). Anche Iobate però ospitò Bellerofonte, e per le solite leggi, non se la sentì di assassinarlo direttamente richiedendo, invece, al giovane di uccidere la Chimera, un mostro che sputava fiamme, con la testa di leone, il corpo di caprone e la coda di serpente.
Per compiere questa impresa Poliido disse a Bellerofonte che avrebbe avuto bisogno del cavallo Pegaso il quale si abbeverava abitualmente presso la Fontana di Pirene ma era del tutto indomabile. Egli quindi suggerì a Bellerofonte di dormire presso il tempio di Atena attendendo un segnale della dea. Mentre Bellerofonte dormiva, sognò infatti Atena mettere una briglia d'oro accanto a lui. Quando si svegliò trovò effettivamente la briglia d'oro con cui riuscì a catturare e domare il cavallo presso la fonte, permettendogli poi di compiere l'impresa della chimera.

### Altri miti
Polibo, uno dei re di Corinto, accolse presso la sua corte un bambino trovato in mezzo agli alberi, quel bambino prese il nome di Edipo, poi re di Tebe, da cui si svilupperà il famoso mito.
Fu anche a Corinto che Giasone, il capo degli Argonauti, giunse con Medea. Qui Giasone chiese in sposa al re Creonte la figlia Glauce. Medea vedendosi tradita da Giasone ordì una vendetta. Come dono di nozze le offrì un vestito e dei gioielli con un sortilegio. Quando questi furono indossati da Glauce presero fuoco e morì insieme al padre Creonte che aveva provato a soccorrerla. La vendetta di Medea si concluderà con l'uccisione dei figli avuti da Giasone in modo che egli non avesse discendenza. Medea poi fuggirà ad Atene su un carro del Sole.
I Corinzi parteciparono sotto la direzione di Agamennone alla guerra di Troia.

## Storia

### Prima fondazione e crescita
Abitata dai tempi del Neolitico e l'età del bronzo antica, è provato che la città fu distrutta intorno al 2000 a.C. Alcuni nomi antichi come quello di Corinto provengono dalla lingua pre-greca dei Pelasgi. Sembra probabile che il sito di Corinto ospitasse una città-palazzo dell'età del bronzo micenea, come a Micene, Tirinto o Pilo.
Secondo la leggenda, la città fu fondata da Sisifo nel XV secolo a.C., precisamente nel 1429 a.C. Tra il XV e il XII secolo a.C. nel pieno splendore della civiltà micenea Corinto fu una delle principali città nella Corinzia ma fu poi conquistata dai Dori, calati dal nord, che si insediarono nel Peloponneso.
La popolazione che abitava a Corinto apparteneva infatti al gruppo linguistico dorico, e ciò è affermato tramite il mito che fa discendere la dinastia semi-leggendaria dei tiranni Bacchiadi da Eracle attraverso Bacchiade, che non partecipò alle spedizioni degli Eraclidi. 
Divenuti re di Corinto durante l'età arcaica, i Bacchiadi in seguito decisero di abolire la monarchia e sostituirla con un'oligarchia familiare con a capo un pritano che veniva eletto (da non confondere con l'omonima carica ateniese).
Fu proprio durante il potere di questa famiglia (tra il 747 e il 657 a.C.), che furono fondate le importantissime colonie di Siracusa (datazione incerta, tra il 758 e il 710 a.C.) fondata dal Bacchiade Archia (secondo la maggior parte delle fonti antiche) e che fu indubbiamente la più potente poleis siceliota, arrivando ad avere un proprio governo tirannico (i Dinomenidi) e poi democratico, e fondando sub-colonie come Kamarina, Casmene e Leucade; vi sono poi le colonie di Corcira (oggi Corfù), Ambracia, Potidea, Epidamno (oggi Durazzo) ed Apollonia.
La colonizzazione, però, non fu che la conseguenza di un arricchimento della polis con il commercio, in particolar modo la fiorente esportazione di vasi in ceramica, allora di stile protocorinzio. Corinto godeva di una posizione geografica ideale, affacciandosi sia sul Mar Ionio dal golfo di Corinto che sul Mar Egeo dal golfo Saronico tramite i suoi due porti: Cencrea (Κεγχρειά), da dove partivano le rotte commerciali verso il Mar Egeo, e Lecheo (Λέχαιον) che gestiva i traffici verso le colonie di Corinto in Magna Grecia. I due porti alloggiavano, inoltre, la flotta militare della polis.
Corinto aveva inoltre diretto controllo sul santuario di Poseidone situato nella vicina città di Istmia, uno dei quattro santuari panellenici (gli altri erano situati a Delfi, Olimpia e Nemea), a differenza di questi ultimi non ci furono lotte di nota per il suo controllo, e fu saldamente nelle mani di Corinto, che organizzò anche i giochi istmici.
In seguito, dal 657 al 628 a.C., s'instaurò una dinastia tirannica (i Cipselidi) iniziata da Cipselo, Bacchiade da parte di madre. Quest'ultimo, oltre a rinforzare i legami commerciali della città con le colonie e il resto della Grecia, sconfisse la città di Argo che aveva instaurato un'egemonia su quasi tutto il Peloponneso.
Questa situazione si protrasse per più di mezzo secolo con il figlio Periandro (uno dei Sette Savi). Sotto di lui Corinto fece parte del contingente greco che stabilì la base commerciale di Naucrati, all'incirca durante il regno del faraone Psammetico I.
Si passò in seguito a un'aristocrazia "moderata", che guidò la polis nelle guerre al fianco inizialmente della lega panellenica contro gli Achemenidi e poi di Sparta contro Atene; Corinto fu infatti la potenza marittima della Lega peloponnesiaca.
Tra il 431 a.C. e il 404 a.C. si scontrò con la potenza di Atene e della lega di Delo, e proprio la colonia corinzia di Corcira fu il casus belli tra Atene e Sparta per l'inizio della guerra del Peloponneso, arrivata al termine di un felicissimo periodo per la polis, che pare arrivasse addirittura ad avere una popolazione di diverse decine di migliaia di persone, tra cui moltissimi con lo status di meteco, cifra davvero ragguardevole per l'epoca. Aiutò anche la colonia di Siracusa a difendersi dalla spedizione ateniese in Sicilia.
Nel caotico periodo che seguì il trionfo spartano al di sopra di Atene, Corinto ruppe lentamente l'alleanza con la città lacedemone e si avvicinò ad Atene e Tebe, guidando insieme a loro l'omonima guerra di Corinto, inizialmente una vittoria, Corinto venne sovrastata da Sparta nella sanguinosa battaglia delle Lunghe Mura di Corinto e la città si divise in due fazioni: i democratici filo-ateniesi che ancora governavano in città e gli oligarchici filo-spartani che avevano conquistato il Lecheo e stavano devastando la Corinzia. Il Lecheo venne riconquistato da Atene nella battaglia del Lecheo. 
In seguito alla guerra di Corinto tra Atene e Sparta, Corinto si alleò temporaneamente con la vicina città di Argo, poi, in seguito alla vittoria di Filippo II nella battaglia di Cheronea, entrò prima nell'area di influenza macedone (chiamata appunto lega di Corinto) perdendo lentamente la propria importanza, divenendo dipendente dalla vicina Sicione.

### Distruzione
Nel 146 a.C., Roma dichiarò guerra alla Lega achea e, dopo le vittorie sulle forze della lega nell'estate di quell'anno, i Romani guidati da Lucio Mummio assediarono e catturarono Corinto. Quando entrò in città, Mummio uccise tutti gli uomini e vendette donne e bambini in schiavitù prima di bruciare la città, per cui gli fu dato il cognomen Achaicus come il vincitore della Lega achea. La sconfitta dei greci in questa battaglia sancì la fine dell'autonomia delle polis greche e la loro subordinazione alla repubblica romana.

### Rifondazione e città moderna
Ci sono prove archeologiche di alcune abitazioni minime negli anni successivi, ma Corinto rimase in gran parte deserta fino a quando Giulio Cesare nel 45 a.C. rifondò la città come Colonia Laus Iulia Corinthiensis ("colonia di Corinto in onore di Giulio"), poco prima del suo assassinio. In questo periodo fu costruito anche un anfiteatro.
Sotto i Romani, Corinto fu ricostruita come una città importante nella Grecia meridionale o Acaia. Aveva una grande popolazione mista di Romani, Greci ed Ebrei. La città era un luogo importante per le attività del culto imperiale, e sia il Tempio E che la Basilica Giuliana sono stati suggeriti come luoghi di attività del culto imperiale.
Fu devastata nel 395 dai Visigoti di Alarico, tanto da non raggiungere più per molti secoli l'importanza guadagnata in epoca classica, destino peraltro condiviso dalla maggior parte delle principali antiche polis greche.
Fortificata di nuovo a seguito di vari terremoti sotto il regno di Giustiniano, si isolò ma visse comunque un periodo di prosperità economica, fu vittima di incursioni di pirati, normanni e arabi.
Seguendo gli eventi della Quarta crociata Corinto tentò di resistere agli invasori franchi, grazie al suo generale Leone Sguro, ma alla fine cadde nel 1210 e si ritrovò sul confine tra il principato d'Acaia e il ducato di Atene, e poi del despotato di Morea.
Gli ottomani catturarono la città nel 1458, rinominandola Gördüs, ma presto venne presa dai mercanti veneziani che la mantennero fino al 1715 quando divenne anche capoluogo dell'eyalet di Morea.
La città venne liberata nel 1832 durante le ultime fasi della guerra d'indipendenza greca e venne considerata come possibile capitale del regno, ma alla fine si optò per Nauplia.
Nel 1858 il piccolo villaggio situato intorno alle rovine fu devastata da un terremoto, e si optò di fondare una nuova città tre chilometri a Nord, che diverrà l'insediamento moderno di Corinto, il quale soffrì diverse calamità naturali.

## I giochi istmici
Uno dei quattro giochi panellenici, erano quelli più importanti dopo i giochi olimpici e si festeggiavano in onore di Poseidone e Palemone, nella leggenda istituiti da Sisifo. 
Contenevano discipline ginniche, ippiche, atletiche e anche marine, che si svolgevano in una regione boschiva dell'istmo di Corinto. Non si conosce però molto riguardo a questi giochi, se non attraverso ritrovamenti archeologici intorno al sito di Istmia.
I giochi istmici esistettero tra il VI secolo a.C. (stesso periodo in cui furono riaperti i giochi pitici) ma è probabile che esistevano già da prima, vissero un periodo di prosperità sotto i romani per poi venire banditi insieme agli altri giochi sotto Teodosio.
Stando a Diogene Laerzio, Platone partecipò ad una gara di lotta.

## La Corinto biblica
Corinto è menzionata molte volte nel Nuovo Testamento, in gran parte in connessione con la missione di Paolo Apostolo, testimoniando il successo della rifondazione della città da parte di Cesare. Tradizionalmente, si ritiene che la chiesa di Corinto sia stata fondata da Paolo, rendendola una sede apostolica.
L'apostolo Paolo visitò per la prima volta la città nel 49 o 50 d.C., quando Gallio, fratello di Seneca, fu proconsole dell'Acaia. Paolo risiedette qui per diciotto mesi. Qui conobbe Aquila e Priscilla con i quali viaggiò in seguito. Lavorarono qui insieme come fabbricanti di tende (da cui deriva il moderno concetto cristiano di fabbricare tende) e frequentarono regolarmente la sinagoga. Nell'anno 51-52, Gallio presiedette il processo dell'Apostolo Paolo a Corinto. Questo evento fornisce una data sicura per il libro degli Atti degli Apostoli all'interno della Bibbia. Sila e Timoteo raggiunsero Paolo qui, l'ultima volta che lo avevano visto era stato a Berea. Atti 18:6 suggerisce che il rifiuto ebraico di accettare la sua predicazione portò qui Paolo a risolvere il problema di non parlare più nelle sinagoghe in cui viaggiava: "D'ora in poi andrò ai Gentili". Tuttavia, al suo arrivo ad Efeso, la narrazione riporta che Paolo andò alla sinagoga per predicare.
Paolo scrisse almeno due epistole alla chiesa cristiana, la Prima lettera ai Corinzi (scritta ad Efeso) e la Seconda lettera ai Corinzi (scritta in Macedonia). La prima Epistola riflette occasionalmente il conflitto tra la fiorente chiesa cristiana e la comunità circostante.
Alcuni studiosi ritengono che Paolo abbia visitato Corinto per una "visita dolorosa" intermedia tra la prima e la seconda epistola. Dopo aver scritto la seconda lettera, rimase a Corinto per circa tre mesi nel tardo inverno, e lì scrisse la sua Lettera ai Romani.
Sulla base di indizi all'interno delle stesse epistole di Corinto, alcuni studiosi hanno concluso che Paolo scrisse forse fino a quattro epistole nella chiesa di Corinto. Solo due sono contenute nel canone cristiano (Prima e Seconda Lettera ai Corinzi); le altre due lettere sono andate perdute (le lettere perse rappresenterebbero probabilmente la prima lettera che Paolo scrisse ai Corinzi e la terza, e così la prima e la seconda lettera del canone sarebbero state la seconda e la quarta se ne furono scritte quattro). Molti studiosi pensano che la terza (conosciuta come la "lettera delle lacrime") sia inclusa nella Seconda Lettera ai Corinzi (sarebbero i capitoli 10-13). Questa lettera non deve essere confusa con la cosiddetta Terza lettera ai Corinzi, che è una lettera pseudepigrafica scritta molti anni dopo la morte di Paolo ed apocrifa.
Ci sono speculazioni da parte di Bruce Winter sul fatto che l'accesso da parte degli ebrei al loro stesso cibo a Corinto fosse stato respinto dopo la partenza di Paolo. Secondo questa teoria, Paolo aveva incaricato i cristiani gentili di mantenere l'accesso ebraico al cibo secondo le loro leggi dietetiche. Questa speculazione è contestata da Rudolph il quale sostiene che non ci sono prove a supporto di questa teoria. Egli sostiene invece che Paolo aveva desiderato che i cristiani gentili rimanessero assimilati all'interno delle loro comunità e non adottassero procedure dietetiche ebraiche.

## Sito archeologico

1. Tempio di Apollo 2. tempio di Ottavia 3. tempio C 4. agorà/forum 5. bema 6. tempio di Ermes, Apollo, Poseidone ed Eracle 7. pantheon e tempio di Venus Fortuna 8. stoà di nord-est 9. stoa sud 10. Bouleuterion 11. basilica sud 12. basilica giuliana 13. fontana di Pirene 14. fontana di Glauce 15. basilica della strada Lecheo 16. teatro greco 17. odeon 18. agorà nord 19. mercato romano 20. peribolos di Apollo 21. strada Lecheo e Cencrea (antiche lunghe mura) 22. museo archeologico

### Tempio di Apollo
Venne realizzato intorno al VI secolo a.C. e presenta costruzioni in ordine dorico nonché corinzio, di esso rimangono il basamento in calcare e una serie di colonne. L'ordinamento delle colonnate interne (che suddividono il tempio in due celle) fanno supporre che fosse anticamente intitolato a due divinità distinte.

### Acropoli
Chiamata anche Acrocorinto, risale al periodo arcaico.
Vi erano 5 cancelli principali, nonché una moschea e una chiesa ortodossa eretta sopra un antico tempio di Afrodite. La cinta muraria venne espansa durante la dominazione veneziana e venne costruita una roccaforte franca dopo la conquista crociata della città (appunto il castello dell'Acrocorinto).
I resti furono riscoperti nel 1929 dalla American School of Classical Studies.

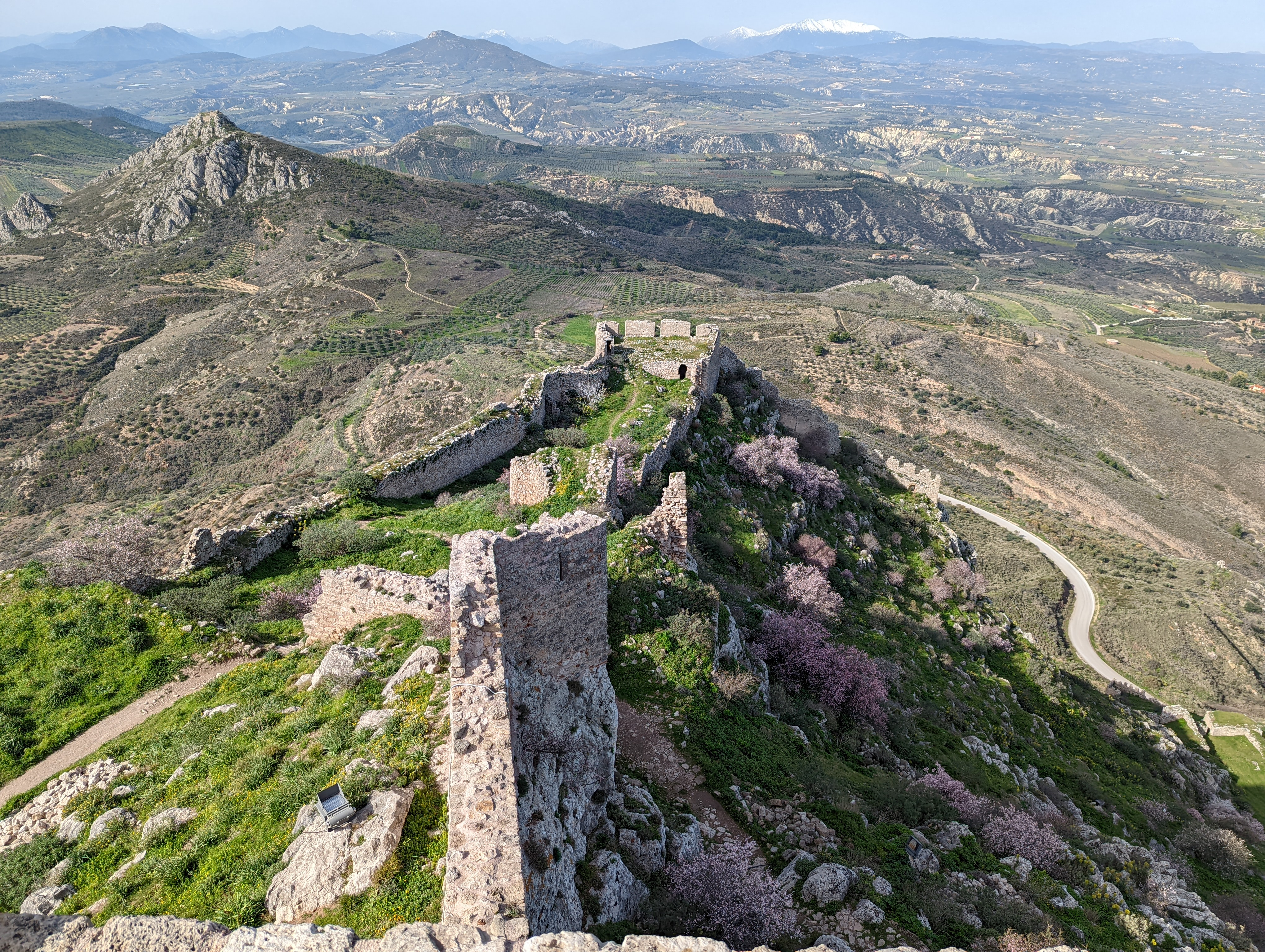
Veduta di una torre di guardia sull'Acrocorinto.